# Halina Zielińska (siatkarka)
Halina Zielińska (ur. 30 października 1960 w Radomiu) – polska siatkarka, medalistka mistrzostw Polski, reprezentantka Polski.

## Życiorys
Z reprezentacją Polski juniorek wystąpiła na mistrzostwach Europy w 1979, zajmując 5. miejsce. W reprezentacji Polski seniorek debiutowała 14 czerwca 1980 w towarzyskim spotkaniu z ZSRR. Trzykrotnie wystąpiła w mistrzostwach Europy (1983 – 9 m., 1985 – 7 m. 1987 – 11 m.). Zakończyła karierę reprezentacyjną meczem mistrzostw Europy z Belgią - 3 października 1987. Łącznie w I reprezentacji Polski wystąpiła w 161 spotkaniach, w tym 135 oficjalnych. W 1979 wystąpiła również na mistrzostwach Europy juniorek (5. miejsce).
Była wychowanką Radomki Radom, w barwach której debiutowała w ekstraklasie w sezonie 1980/1981. Z zespołem Płomienia Sosnowiec zdobyła wicemistrzostwo Polski w 1989 i brązowy medal w 1990. W sezonie 1990/1991 występowała w hiszpańskiej drużynie CV Murcia. Kolejne dwa sezony spędziła w niemieckim FTSV Straubing, następnie zakończyła karierę. Była trenerem w Radomce i Prochu Pionki.